# Odile Crick
Odile Crick (King's Lynn, 11 de agosto de 1920 – La Jolla, 5 de julho de 2007) foi uma artista britânica conhecida pela seu desenho de dupla hélice do DNA - descoberto pelo seu marido Francis Crick e James D. Watson em 1953.

## Início da vida
Odile Crick nasceu como Odile Speed em King's Lynn, Norfolk, Inglaterra, filha de mãe francesa, Marie-Therese Josephine Jaeger e pai inglês, Alfred Valentine Speed, que era joalheiro. Ela era uma estudante de arte em Viena quando os nazistas ocuparam a Áustria em 1938. Retornando à Inglaterra, Speed ingressou no Women's Royal Naval Service (WRNS) como motorista de caminhão. No entanto, suas habilidades em alemão a levaram a trabalhar como decifradora de códigos e tradutora no Almirantado, onde conheceu Francis Crick em 1945. Após a guerra, ela terminou seus estudos de arte na St.em Londres.

## Vida com Crick na Grã-Bretanha
Odile Speed casou-se com Francis Crick em 1949 e viveu em Cambridge. Odile Crick trabalhou como professora no que hoje é a Anglia Ruskin University antes do nascimento de suas filhas Gabrielle e Jacqueline.
Francis Crick e James Watson pediram a ela para desenhar uma ilustração da dupla hélice para seu artigo sobre DNA para a Nature em 1953. O esboço foi amplamente reproduzido em livros e artigos científicos e se tornou o símbolo da biologia molecular. Terrence J. Sejnowski, do Instituto Salk de Estudos Biológicos, disse: "Pode ser o desenho [científico] mais famoso do século 20, pois define a biologia moderna".
No entanto, ela não estava ciente a princípio da importância da descoberta. Em suas memórias, What Mad Pursuit, Crick disse que ela disse a ele mais tarde: "Você sempre voltava para casa e dizia coisas assim, então, naturalmente, não pensei nada sobre isso".
Várias exposições foram realizadas das pinturas de nus curvilíneos de Crick. Seus modelos incluíam suas au pairs para as crianças e as secretárias de seu marido.
Os Cricks ficaram famosos por suas festas na década de 1960 em Cambridge ou em uma casa de campo perto de Haverhill. Em uma festa, uma modelo nua posou em um sofá para encorajar seus convidados a se tornarem pintores amadores.

## Vida na Califórnia
Quando seu marido se tornou professor no Salk Institute na década de 1970, os Cricks se mudaram para a Califórnia.
Odile Crick sobreviveu ao marido e morreu de câncer em La Jolla, Califórnia, aos 86 anos. A Odile Crick Memorial Exhibition de sua arte foi realizada no Salk Institute, La Jolla, em 12 de outubro de 2007.

Ela deixou um irmão Philippe, suas duas filhas Gabrielle e Jacqueline (1954–2011), dois netos e seu enteado, Michael.